# Adenia dinklagei
Adenia dinklagei là một loài thực vật có hoa trong họ Lạc tiên. Loài này được Hutch. & Dalziel mô tả khoa học đầu tiên năm 1927.